# Olearia rugosa
Olearia rugosa là một loài thực vật có hoa trong họ Cúc. Loài này được (F.Muell. ex W.Archer) Hutch. mô tả khoa học đầu tiên năm 1917.